# Rio Tinto Group
Rio Tinto Group (LSE: RIO, NYSE: RTP) es un grupo empresarial multinacional del sector de la minería, surgido de la fusión en 1995 de Rio Tinto-Zinc Corporation (RTZ), con base en el Reino Unido —y antiguamente conocida como Rio Tinto Company Limited—, y Conzinc Riotinto of Australia Limited (CRA), con base en Australia. Es el grupo de extracción de carbón más grande del mundo
con un beneficio de 8.974 millones de dólares en el año 2006 sobre un volumen de ventas de 25.440 millones. 
En noviembre de 2009, llegó a un acuerdo para comprar la empresa canadiense de aluminio Alcan Inc. por 38,1 mil millones de dólares, en un movimiento que la llevó a posicionarse como la empresa mundial más grande de aluminio an 2014. El Presidente de Alcan, Dick Evans, se puso al mando de la nueva división a la que rebautizaron como "Rio Tinto Alcan" y fijó su oficina central en Montreal.
La Empresa se dedica a la extracción de mineral de hierro, cobre, carbón, talco, dióxido de titanio, sal, aluminio e incluso diamantes a través de varias divisiones a lo largo del planeta. 

## Historia
El origen de Rio Tinto Group está en la antigua Rio Tinto Company Limited (RTC), empresa de capital británico que se había constituido en 1873 para gestionar las recién adquiridas minas de Riotinto (España). Esta situación se mantuvo durante varias décadas, llegando a desarrollar numerosas actividades. A mediados de la década de 1950 el capital privado español se hizo con los activos de RTC, creándose en su lugar la Compañía Española de Minas de Río Tinto (CEMRT). La histórica Rio Tinto Company Limited no solo mantuvo sus actividades, sino que además en 1954 aprobó una ampliación de capital con base en las ganancias obtenidas de la venta de su propiedades e instalaciones en España. Con ello, buscaba disponer de una base que le permitiera lanzarse a iniciar nuevos proyectos en el resto del mundo: Estados Unidos, Canadá, Rodesia, la Unión Sudafricana, Australia, etc.
Las actividades de exploración de la compañía le presentaron una gran cantidad de oportunidades, pero carecía de capital e ingresos operativos suficientes para explotar esas oportunidades. Esta situación precipitó la que sería la fusión más importante en la historia de la empresa. En 1962 la Rio Tinto Company se fusionó con la firma australiana Consolidated Zinc para acabar formando «Rio Tinto-Zinc Corporation» (RTZ) y su principal filial, Conzinc Riotinto de Australia (CRA). La fusión brindó a Rio Tinto-Zinc la capacidad de explotar sus nuevas oportunidades y le dio a Consolidated Zinc una base de activos mucho mayor. 
La venta de las minas de Riotinto no había supuesto para RTC el fin de sus actividades en España. En el momento de constituirse la CEMRT la compañía británica poseía un 33,3% de sus acciones, siendo de hecho uno de los principales suscriptores de acciones. Con el paso de los años la RTZ mantuvo esta presencia en territorio español, llegando a participar en la constitución de las sociedades Río Tinto Patiño (1966) o Río Tinto Minera (1978). RTZ también tuvo una presencia notable en el accionariado del grupo Unión Explosivos Río Tinto (ERT), creado en 1970, donde llegó a poseer un 14% de las acciones.

## Corporación

### Organización
Rio Tinto está organizado, principalmente, en cinco negocios operativos, cada uno de ellos distinguible según el tipo de producto:
- Rio Tinto Copper – cobre y subproductos, tales como oro, plata, molibdeno y ácido sulfúrico, también sería la futura sede de las operaciones de níquel de llegarse a desarrollar.
- Rio Tinto Alcan – aluminio, bauxita y alúmina.
- Rio Tinto Energy – carbón y uranio.
- Rio Tinto Diamonds & Minerals – diamantes, minerales industriales como el bórax, el talco, la sal, el yeso o el dióxido de titanio.
- Rio Tinto Iron Ore – mineral de hierro y de hierro.

Estos cinco grupos operativos, son a su vez, sustentados por otras divisiones independientes que prestan apoyo y exploración.

#### Subsidiarias

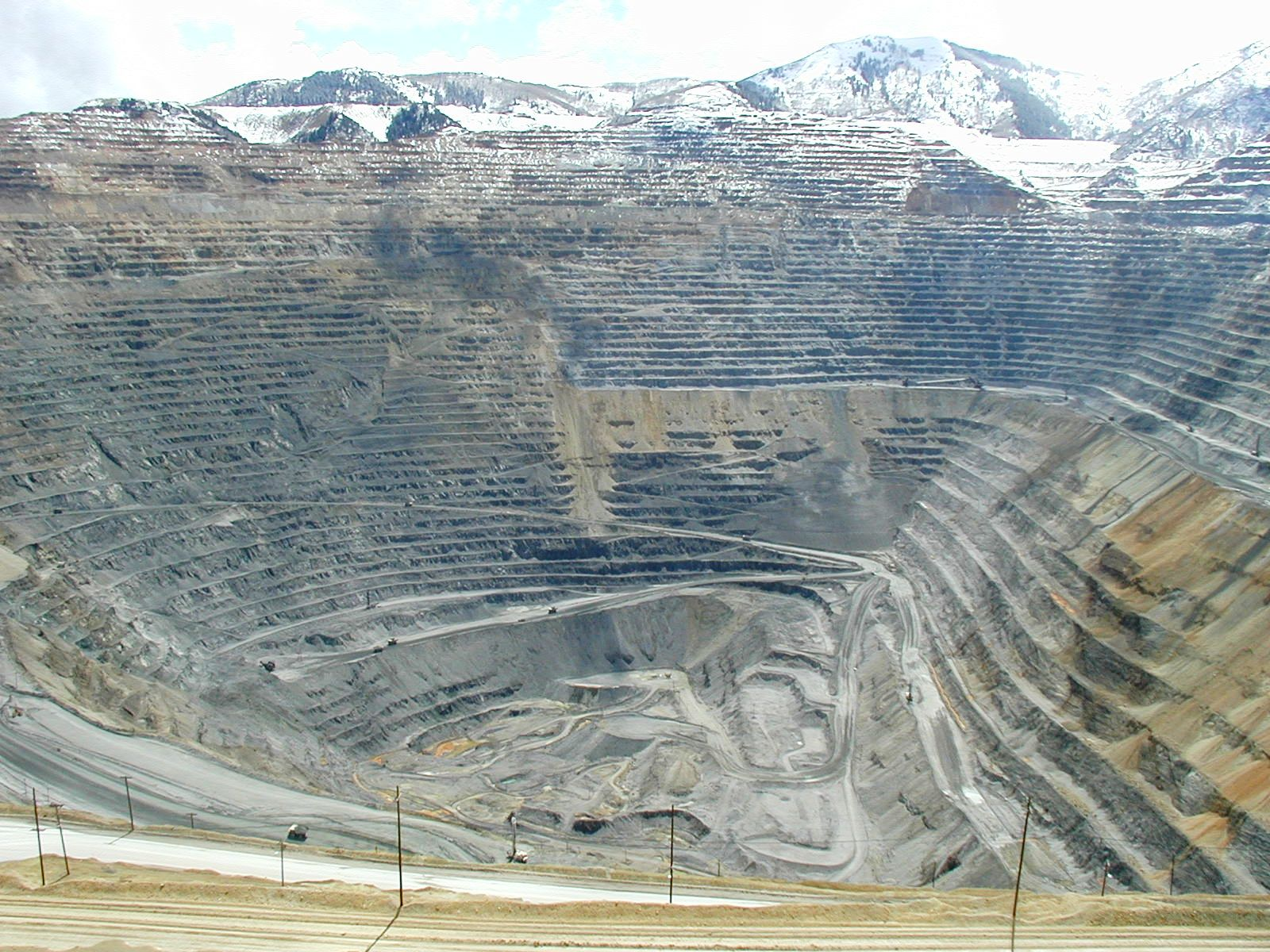
Mina de Bingham Canyon copper (USA), propiedad de Rio Tinto Group y Kennecott Utah Copper Corp.

El Grupo Rio Tinto, está compuesto por una compleja estructura de filiales, todas ellas pertenecientes a una de las cinco descritas. Rio Tinto comparte la propiedad de algunas de ellas con otros organismos. Las principales subsidiarias son:
| Subsidiaria                   | % en propiedad | Producto principal         | Localización                           |
| ----------------------------- | -------------- | -------------------------- | -------------------------------------- |
| Anglesey Aluminium            | 51%            | Fundición de Aluminio      | Reino Unido (Gales)                    |
| Argyle Diamonds               | 100%           | Diamantes                  | Australia (Australia Occidental)       |
| Bell Bay Smelter              | 100%           | Fundición de Aluminio      | Australia (Tasmania)                   |
| Bougainville Copper           | 53.6%          | Cobre                      | Papua Nueva Guinea                     |
| Rio Tinto Borax               | 100%           | Boratos                    | Estados Unidos (California; Colorado)  |
| Coal and Allied Industries    | 75%            | Carbón                     | Australia (Nueva Gales del Sur)        |
| Corumbá (mina)                | 100%           | Mineral de hierro          | Brasil                                 |
| Dampier Salt                  | 65%            | Sal                        | Australia (Australia Occidental)       |
| Diavik Diamond Mines          | 60%            | Diamantes                  | Canadá                                 |
| Energy Resources of Australia | 68%            | Uranio                     | Australia (Territorio del Norte)       |
| Minera Escondida              | 30%            | Cobre                      | Chile                                  |
| Grasberg Joint Venture        | 40%            | Cobre                      | Indonesia (Papua)                      |
| Hamersley Iron (Pilbara Iron) | 100%           | Mineral de hierro          | Australia (Australia Occidental)       |
| HISmelt                       | 60%            | Fundición de hierro        | Australia (Australia Occidental)       |
| Iron Ore Company of Canada    | 59%            | Mineral de hierro          | Canadá                                 |
| Kennecott Land                | 100%           | Tierra y derechos del agua | Estados Unidos (Utah)                  |
| Kennecott Utah Copper         | 100%           | Cobre                      | Estados Unidos (Utah)                  |
| Luzenac Group                 | 100%           | Talco                      | Francia (Toulouse)                     |
| Murowa                        | 78%            | Diamantes                  | Zimbabue                               |
| Northparkes                   | 80%            | Cobre                      | Australia (Nueva Gales del Sur)        |
| Palabora                      | 58%            | Cobre                      | Sudáfrica                              |
| QIT-Fer et Titane Sorel       | 100%           | Dióxido de Titanio         | Canadá (Quebec)                        |
| QIT Madagascar Minerals       | 80%            | Dióxido de Titanio         | Madagascar                             |
| Resolution Copper             | 55%            | Cobre                      | Estados Unidos (Arizona)               |
| Richards Bay Minerals         | 50%            | Dióxido de Titanio         | Sudáfrica                              |
| Rio Tinto Alcan               | 100%           | Aluminio                   | Canadá                                 |
| Rio Tinto Coal Australia      | 100%           | Carbón                     | Australia                              |
| Rio Tinto Energy America      | 100%           | Carbón                     | Estados Unidos (Wyoming)               |
| Robe River (Pilbara Iron)     | 53%            | Mineral de hierro          | Australia (Australia Occidental)       |
| Rössing Uranium Mine          | 69%            | Uranio                     | Namibia                                |
| Simandou                      | 50.35%         | Mineral de hierro          | Guinea (África Occidental)             |
| Three Springs Mine            | 100%           | Talco                      | Australia (Australia Occidental)       |
| Hathor Exploration Ltd.       | 100%           | Uranio                     | Canadá (Athabasca Basin, Saskatchewan) |

### Bolsa de valores y propiedad
Rio Tinto Group, está constituida como una empresa de doble-cotización, listada tanto en la Bolsa de Londres (símbolo: RIO), bajo el nombre de Rio Tinto Plc, como en la Australian Securities Exchange (símbolo: RIO), bajo el nombre de Rio Tinto Limited. La estructura de doble-cotización, otorga a los accionistas de las dos compañías, los mismos intereses económicos proporcionales y derechos de propiedad en la consolidada Rio Tinto Group, de tal manera, que sea equivalente a ser accionista en una entidad única y unificada, para todos los accionistas de las dos empresas. Esta estructura, se diseñó con el objetivo de evitar aspectos adversos derivados de impuestos y cargas regulativas. Las cuentas y los dividendos de la empresa se mantienen en dólares estadounidenses con dividendos declarados en dólares estadounidenses y pagados en equivalentes dólares australianos o libras esterlinas a los accionistas locales.
Rio Tinto, es una de las mayores empresas en ambas bolsas de valores. Está listada como uno de los índices más ampliamente citados para cada mercado: El índice FTSE 100 de la Bolsa de Londres, y el S&P/ASX 200 de la Bolsa de Valores de Australia. Las acciones de Rio Tinto plc, listadas en el LSE, también pueden ser objeto de comercio de forma indirecta en la Bolsa de Nueva York a través de un American Depositary Receipt. Hasta el 4 de marzo de 2009, Rio Tinto fue la cuarta mayor empresa en bolsa minera del mundo, con una capitalización bursátil de aproximadamente 134 billones de dólares. A mediados de febrero de 2009, los accionistas se encuentran distribuidos geográficamente con un 42% en el Reino Unido, el 18% en América del Norte, el 16% en Australia, el 14% en Asia, y el 10% en la Europa continental.

#### La oferta de BHP Billiton
El 8 de noviembre de 2007, la compañía minera rival BHP Billiton anunció que deseaba comprar todas las participaciones del Grupo de Rio Tinto. Esta oferta, fue rechazada por la junta directiva de Rio Tinto por considerarla una "significativa infravaloración" de la compañía. Una segunda opa hostil, por parte, de nuevo de BHP Billiton, otorgando una valoración de Rio Tinto en 147 mil millones de dólares, fue rechazada por los mismos motivos. Mientras esto ocurría, Chinalco y Alcoa compraron un 12% de las acciones de Rio Tinto de Londres, en un movimiento que bloquearía o complicaría los planes de BHP Billiton para comprar la empresa. La oferta de BHP fue retirada el 25 de noviembre de 2008, debido a la inestabilidad del mercado por la crisis financiera mundial de 2008-2009.

#### La inversión de Chinalco
El 1 de febrero de 2009, Rio Tinto anunció conversaciones con Chinalco, una empresa minera controlada por el Estado chino, para recibir una substancial aportación de capital, a cambio de su participación accionaría en ciertos activos y bonos. Chinalco ya era una importante accionista de la empresa, después de haber comprado el 9% de la compañía en un movimiento de sorpresa a principios de 2008.
La estructura de la inversión, supuestamente implicaba 12,3 mil millones de dólares para la compra de activos de Río Tinto en sus operaciones de mineral de hierro, cobre, y aluminio, además de 7,2 mil millones de dólares en obligaciones convertibles. La transacción convertiría a Chinalco en propietaria del 18,5% de la compañía. El acuerdo está pendiente de aprobación por los organismos de regulación de los Estados Unidos y China, y aún no ha sido aprobada por los accionistas, a pesar de recibir la aprobación regulativa por parte Alemania y la Australian Competition and Consumer Commission. El mayor obstáculo para completar la inversión parece provenir por parte de los accionistas de Rio Tinto, el apoyo a la medida por parte de los accionistas nunca ha sido abrumador y ha disminuido recientemente debido a la aparición de otras formas de financiación (como la emisión de más bonos tradicionales). Un referéndum del accionariado estaba previsto para el tercer trimestre de 2009.
Se cree que Rio Tinto ha escogido esta venta como opción para cumplir con sus obligaciones de deuda, que requerían el pago de 9.0 mil millones de dólares en octubre de 2009 y 10.5 mil millones a finales de 2010. La compañía ha recomendado esta opción a sus accionistas, debido no solo al apetito por materias primas del país chino, sino también para mantener un mejor posicionamiento de cara al futuro para aprovechar estas tendencias del mercado.
En marzo de 2010, se anunció que Chinalco invertirá 1.3 mil millones de dólares a cambio de una participación del 44,65% en el proyecto de extracción de mineral de hierro en la región de Simandou de Guinea. Rio Tinto mantiene 50,35% de la propiedad en Simandou.
En noviembre de 2011, Rio tinto se unió a Chinalco en la exploración de los recursos de cobre en China, mediante la creación de una nueva empresa, CRTX, que es un 51% propiedad de Chinalco, y en un 49% de Rio Tinto.

### Gestión

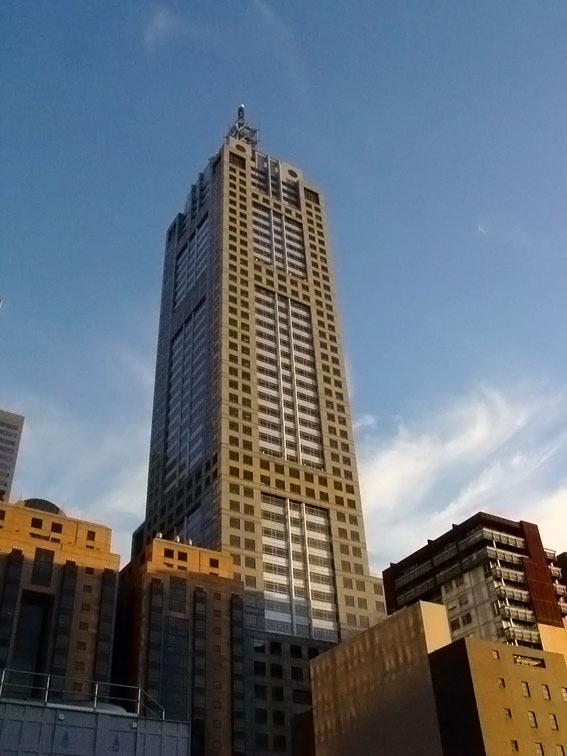
La sede principal australiana de Rio Tinto, en el 120 Collins Street en Melbourne, Australia.

Rio Tinto esta comandado por un consejo de administración y un comité ejecutivo. El consejo de administración tiene tanto miembros ejecutivos y como no-ejecutivos, mientras que el comité ejecutivo está integrado por los jefes de los principales grupos operativos.
- Junta directiva
  -  Directores ejecutivos
    - Jan du Plessis, presidente
      - Jakob Stausholm, director ejecutivo

    - Guy Elliott, director general de Economía

  - Consejeros no ejecutivos
    - Sir David Clementi
    - Vivienne Cox
    - Sir Rod Eddington
    - Michael Fitzpatrick
    - Yves Fortier
    - Richard Goodmanson
    - Andrew Gould
    - Lord Kerr de Kinlochard
    - David Mayhew
    - Paul Tellier

## Críticas
Mineral de hierro africano
En 2015, Rio Tinto fue criticado por el gobierno guineano por los numerosos retrasos en la mina local de Simandou. Cece Noramou, funcionario del gobierno, dijo que el gobierno "se estaba quedando sin paciencia". El propio presidente Alpha Conde dijo que "ha habido personas en Simandou durante 15 años, 20 años, y nunca han producido una tonelada de hierro".
A fines de 2016, Rio Tinto acordó vender su participación en la mina de hierro Simandou a Chinalco y cerrar el acuerdo. El acuerdo fue negociado después de que el caso de la compañía contra Vale y BSGR fuera desestimado en el Tribunal de Distrito de los Estados Unidos.
Salud mental
Se ha informado ampliamente que se puede hacer más para mejorar la salud mental de los trabajadores Fly-In-Fly-Out (FIFO) en la industria minera. En la región de Pilbara, Australia occidental, se informa que el Estado está experimentando altos niveles de suicidio y personas que enfrentan problemas de salud mental. En tanto que uno de los principales contribuyentes a FIFO y al empleo residencial en la región, han reconocido la salud mental como un área que requiere una estrategia de prevención e intervención temprana. Para ayudar al personal, la compañía proporciona numerosos recursos para ayudar a mantener una mente sana. En 2017, Healthier Workplace WA proporcionó al grupo de productos Iron Ore el reconocimiento Gold por su trabajo en este campo.
Ambiente
Rio Tinto posee una participación del 40% en la mina Grasberg en Indonesia que ha sido el foco de las preocupaciones ambientales.[cita requerida]
Minería
Rio Tinto ha sido ampliamente criticado por grupos ambientalistas por sus actividades mineras. La oposición a la compañía se enfoca en sus métodos de minería debido a la degradación ambiental, las operaciones de carbón de la compañía por su contribución al calentamiento global y las operaciones de uranio por cuestiones de tecnología ambiental y nuclear. El gobierno de Noruega se despojó de las acciones de Rio Tinto y prohibió nuevas inversiones debido a preocupaciones ambientales. Las reclamaciones por daños ambientales graves relacionados con la participación de Rio Tinto en la mina Grasberg en Indonesia llevaron al Fondo de Pensiones del Gobierno de Noruega a excluir a Rio Tinto de su cartera de inversiones. El fondo, que se dice que es el segundo fondo de pensiones más grande del mundo, vendió acciones de la compañía valoradas en 4,85 mil millones de coronas (855 millones de dólares) para evitar contribuir a los daños ambientales causados por la compañía.
"La exclusión de una empresa del Fondo refleja nuestra falta de voluntad para correr un riesgo inaceptable de contribuir a una conducta extremadamente poco ética. El Consejo de Ética concluyó que Rio Tinto está directamente involucrado, a través de su participación en la mina Grasberg en Indonesia, en el severo daño ambiental causado por esa operación minera. " dijo Kristin Halvorsen, Ministra de Finanzas de Noruega.
Rio Tinto disputa los reclamos de daños ambientales en la mina Grasberg y afirma que la compañía ha mantenido durante mucho tiempo un excelente historial en temas ambientales.
Emisiones de dióxido de carbono
Según The Guardian, Rio Tinto es uno de los 100 principales productores industriales de gases de efecto invernadero del mundo, representando el 0,75 por ciento de las emisiones mundiales de gases de efecto invernadero industriales entre 1988 y 2015. En 2016, Rio Tinto estimó haber producido 32 millones de toneladas de dióxido de carbono equivalente en su propio informe sobre el cambio climático.
En marzo de 2018, los inversores institucionales instaron a Rio Tinto a establecer nuevas reglas que exigieran a la empresa adherirse a los objetivos del Acuerdo de París para limitar el calentamiento global a 1,5 grados centígrados, incluidos los planes detallados para reducir las emisiones de alcance 1 a alcance 3. Los altos ejecutivos de Rio Tinto rechazaron la resolución, argumentando que la compañía había avanzado mucho en la reducción de sus emisiones de gases de efecto invernadero y que había planes apropiados para enfrentar el cambio climático.
Rio también argumentó que las emisiones de alcance 3, las de sus clientes, estaban fuera del control de la empresa. No obstante, en septiembre de 2019, la corporación firmó una asociación con la empresa siderúrgica China Baowu Steel Group para encontrar formas de reducir las emisiones de gases de efecto invernadero de la fabricación de acero, en un intento por abordar el problema del alcance.
Emisiones de ácido sulfúrico
En 1967, Francisco Franco inauguró junto al embajador estadounidense el Polo Químico de Huelva, en España. La planta de Río Tinto pronto escupirá 230.000 toneladas de ácido sulfúrico por año. En 1991, los "acuerdos de descontaminación" hacen creer en el cambio, sin resultados. Hasta 1998, los fosfoyesos (rocas tratadas industrialmente para la producción de ácido sulfúrico, que contienen residuos tóxicos como mercurio, arsénico, plomo, cadmio e incluso residuos radiactivos como el uranio 226 y el polonio 210) son impunemente tirados al río. A partir de 1998, se comienza a apilarlos, a 500 metros de las casas, en las marismas. Actualmente, suponen 120 millones de toneladas, amontonadas en 1200 hectáreas.[cita requerida]
En 2002, la sociedad civil onubense creó la asociación Mesa de la Ría como respuesta. Trató sin éxito de asociar a su lucha a miembros destacados del PSOE y del PP. La asociación consiguió que uno de sus miembros obtuviese representación en el consejo municipal de Huelva.[cita requerida]
Recientemente, la compañía más responsable en la situación ambiental, Fertiberia (división de químicos y fertilizantes del Grupo Villar Mir) llegó a solicitar que la limpieza parcial de la llamada zona 4 se haga a cargo del Ayuntamiento de Huelva.
Trabajo y derechos humanos
De acuerdo con grupos activistas, las actividades de RTG en Papúa Nueva Guinea han sido relacionadas con la crisis separatista de la isla de Bougainville. Los defensores de Río Tinto aseguran que RTG ha ganado un premio para el comportamiento ético, el "Worldaware Award" por el desarrollo Sostenible. Sin embargo, aunque este premio fue decidido por un comité independiente, fue, al igual que algunos otros premios de WorldAware, patrocinado por otra corporación multinacional (en este caso, el patrocinador era "Tate and Lyle"). Río Tinto Group también ha patrocinado su propio premio de WorldAware denominado "Para el Compromiso a largo plazo" que concedió a una variedad de multinacionales incluyendo en 1999 para "Shell Pakistan". La organización benéfica antipobreza británica War on Want también ha criticado a Rio Tinto por su complicidad en las graves violaciones de derechos humanos que se han producido cerca de las minas que opera en Indonesia y Papua Nueva Guinea.
El 31 de enero de 2010, Rio Tinto bloqueó a casi 600 trabajadores de una mina en Boron, California, EE. UU.
Rio Tinto también fue acusado de planear y financiar el asesinato de la activista de RTI Shehla Masood en Bhopal, India. Aparentemente, Masood protestaba contra la extracción ilegal de diamantes realizada por Rio Tinto en connivencia con funcionarios del gobierno. Sin embargo, el caso se resolvió y no se estableció ninguna conexión con Rio Tinto.